# 라스무센 (가수)
요나스 플로다게르 라스무센(Jonas Flodager Rasmussen, 1985년 11월 28일 ~ )는 덴마크의 가수이다. 유로비전 송 콘테스트 2018에서 덴마크 대표로 참가했다.